# About Face
About Face es el segundo álbum de estudio del músico británico David Gilmour, lanzado el 27 de marzo de 1984 por Harvest Records. Fue grabado en Francia en 1983, cuando la tensión en el seno de la banda de rock progresivo Pink Floyd estaba en lo más alto, además de ser los años de lanzamiento y promoción del álbum de la banda, The Final Cut.
Llegó al puesto 21 en Inglaterra y al 32 en Estados Unidos.
El álbum vino acompañado de una nueva gira por parte de Gilmour (y un grupo de músicos acompañándolo), consolidando al cantante como compositor y artista independiente.
Del álbum se desprendieron dos sencillos: "Blue Light" (con "Cruise" en el Lado B) y "Love On The Air" (con "Let's Metaphysical" en el Lado B).

## Lista de canciones
- Todas las canciones compuestas por David Gilmour, excepto donde se indique lo contrario.

1. "Until We Sleep"
2. "Murder"
3. "Love On The Air" (Gilmour / Townshend)
4. "Blue Light"
5. "Out Of The Blue"
6. "All Lovers Are Deranged" (Gilmour / Townshend)
7. "You Know I'm Right"
8. "Cruise"
9. "Let's Get Methaphysical"
10. "Near The End"

## Músicos
- David Gilmour - Guitarra y voz
- Jeff Porcaro - Batería y percusiones
- Pino Palladino - Bajo
- Ian Kewley - Órgano y piano
- Steve Winwood - Piano y órgano
- Anne Dudley - Sintetizador
- Bob Ezrin - Teclado
- Louis Jardine - Percusiones
- Ray Cooper - Percusiones
- Jon Lord - Sintetizador
- Pete Townshend - Letras en "Love On The Air" y "All Lovers Are Deranged"

## Créditos
- Grabación de Orquesta - Eric Tomlinson
- Arreglos - Bon Ezrin y Michael Kamen
- Producción - Bob Ezrin y David Gilmour
- Mezcla - James Guthrie
- Asistentes - Bob Parr, Ollie Fitzjones y Robert Hrycyna
- Colaboradores - Robert Hrycyna, Simon Sullivan, Mark Frank y Kevin Whyte
- Equipo - Phil Taylor
- Portada - STD (Storm Thorgerson Desing)